# Mamá Vudú
Mamá Vudú est un groupe équatorien de rock, originaire de Quito. Formé pendant le boum de la musique alternative des années 1990, le groupe capitalise son style musical à partir d'une perspective punk, tout en s'ouvrant à différentes expériences sonores telles que le rock indépendant, la new wave, et l'electronica. Mamá Vudú conserve un style mélancolique et minimal qui, ajouté à l'utilisation de séquences électroniques, consolide le son du groupe. 

## Histoire
Le groupe est formé en 1992. En 2004, le groupe enregistre l'album Macrosensor, suivi d'une tournée nationale, y compris la deuxième édition du Quito Fest. En 2009, le groupe commence de la tournée en soutien à son album Mapa de Ruido. Dans le pays, ils jouent à Quito, Ambato, Cuenca, et Guayaquil. Après cela, ils commencent la tournée du Pacifique qui les emmène au Pérou et au Chili. Ils jouent également à l'IstmoRock au Panama. À leur retour à Quito, ils jouent avec Ken Stringfellow (The Posies, Disciplines).
En 2010, le groupe se concentre sur sa plateforme de promotion internationale. Ils signent avec le label discographique indépendant mexicain Discos Intolerancia pour rééditer l'album Mapa de Ruido en janvier 2011 et enregistrent la vidéo de la chanson Radar avec le réalisateur équatorien Manuel Suquilanda. Grâce à la coordination de Bridge Consulting (États-Unis) en 2011, ils publient le projet en ligne Motel Ultra qui contient des chansons de Mamá Vudú interprétées par divers musiciens latino-américains tels que Thermo (Mexique), Cienfue (Panama), Drogatones (Chili), Los Paranoias (Venezuela), Toke Rosa (Colombie), Space Bee (Pérou), Los Marty (Mexique), Descomunal (Équateur), parmi d'autres.
En 2012, le groupe se met en pause. Chacun de ses membres cherche à se concentrer sur ses propres projets parallèles. Roger Ycaza donne la priorité au groupe Mundos avec des membres d'autres groupes locaux comme Denisse Santos de Can Can, Franz Córdova ex Mamá Vudú, Misil et Andrés Caicedo du groupe Guardarraya de Quito. Edgar Castellanos se concentre sur son nouveau projet de musique expérimentale intitulé Cartas Encontradas. En novembre, Motel Ultra, un album de reprises et de remixes, sortira. L'événement assiste à la participation de groupes locaux et de Cienfue (Panama), mais Mamá Vudú ne se produit toujours pas  en direct. 
2013 est une année de transition pour la scène indépendante équatorienne en général. Mamá Vudú revient sur scène avec deux dates à la Casa de la Música et participe à la 11e édition du Quito Fest en tant que groupe de clôture. En novembre, le groupe donne son concert anniversaire au Teatro México, célébrant ses 20 ans d'existence. L'événement accueille de nombreux invités locaux tels que Guardarraya, Guanaco MC, et Can Can, entre autres. À la surprise du public, Mamá Vudú se sépare pour une durée indéterminée à la suite d'une décision commune du projet, en plus des raisons personnelles et professionnelles de ses membres.

## Discographie

### Albums studio
- 1995 : Tropical Brea
- 2000 : Luna Lombriz
- 2001 : Aeroclub
- 2004 : Macrosensor
- 2008 : Mapa de Ruido

### EP
- 1998 : Estación Polar
- 2007 : Clínica de Santos y Muñecas